# Léonard Beaulne
Léonard Beaulne, né le 8 août 1887 à Sainte-Scholastique et mort le 10 octobre 1947 à Ottawa, est un homme de théâtre canadien.

## Biographie
Fils de Joseph Beaulne et d'Émilie Fortier, Léonard Beaulne naît le 8 août 1887 à Sainte-Scholastique (au Québec) et s'éteint le 10 octobre 1947 à Ottawa, en Ontario. En 1916, il se marie à Yvonne Daoust. Le couple aura 4 enfants.     
À la suite du déménagement de sa famille à Ottawa en 1901, le jeune Léonard Beaulne effectue un cours commercial à l'école secondaire de l'Université d'Ottawa et obtient en 1907 un poste de fonctionnaire à la division des imprimés, des publications et de la papeterie du ministère de la Défense nationale du Canada. Il conservera cet emploi jusqu'à son décès. En parallèle à ses études, Beaulne pratique abondamment une variété de sports dont la crosse et la lutte, et, surtout, le rugby si bien qu'il considère en faire une carrière,. Toutefois, sa passion pour le théâtre l'emporte. En 1905, soit à l'âge de 18 ans, il fonde avec Eugène Côté et Hector Laperrière le Cercle Crémazie, une troupe locale de théâtre amateur.    

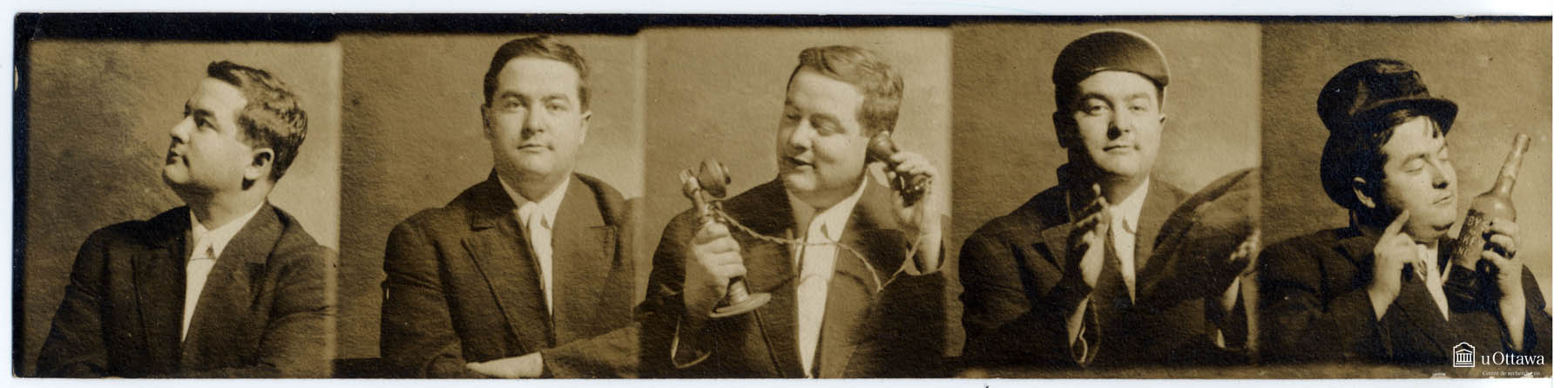
Multiples photographies de Léonard Beaulne datant approximativement de 1910.

Durant sa longue carrière dans les arts de la scène, Beaulne occupera une multitude de rôles: comédien, metteur en scène, directeur artistique, professeur de diction et professeur d'art dramatique. Après s'être produit à Ottawa avec le Cercle Jeanne d'Arc et le Cercle Duhamel, Beaulne rejoint en 1911 le Cercle Saint-Jean basé à Hull: « il deviendra, aux côtés de Ernest Saint-Jean et de Wilfrid Sanche, une des plus grandes vedettes francophones de la région ». En 1920, il fonde l'École de diction Notre-Dame. Deux ans plus tard, il fonde et dirige sa propre troupe de théâtre, le Groupe Beaulne. Les profits du groupe, quoique plutôt minces selon l'un des fils de Beaulne, sont répartis selon des pourcentages préétablis.   
En 1919, sa réputation lui permet d'être nommé directeur artistique de la Société des débats français de l'Université d'Ottawa « pour laquelle il anime les joutes oratoires et dirige les spectacles annuels ».   
Leonard Beaulne décède de maladie à l'âge de 59 ans alors qu'il était encore actif dans le domaine du théâtre. Il est enterré au cimetière Notre-Dame, en banlieue d'Ottawa, avec « Homme de théâtre » pour épitaphe.   

## Postérité
Le studio de théâtre Léonard Beaulne situé sur le campus de l'Université d'Ottawa est nommé ainsi pour lui rendre hommage. Par ailleurs, certains des descendants de Léonard Beaulne œuvrent aussi dans les arts de la scène. Son fils Guy Beaulne devient comédien et sa petite-fille Martine Beaulne travaille comme metteuse en scène. En 1988, les descendants de Léonard Beaulne établissent le fonds de bourse Léonard-Beaulne décerné à des étudiants du Département de théâtre de l'Université d'Ottawa. 
Un fonds d'archives portant sur les activités et la vie professionnelle de Léonard Beaulne est conservé au Centre de recherche en civilisation canadienne-française de l'Université d'Ottawa.